# Allium siskiyouense
Allium siskiyouense är en amaryllisväxtart som beskrevs av Francis Marion Ownbey och Hamilton Paul Traub. Allium siskiyouense ingår i släktet lökar, och familjen amaryllisväxter. Inga underarter finns listade i Catalogue of Life.